# グレース・ケリー

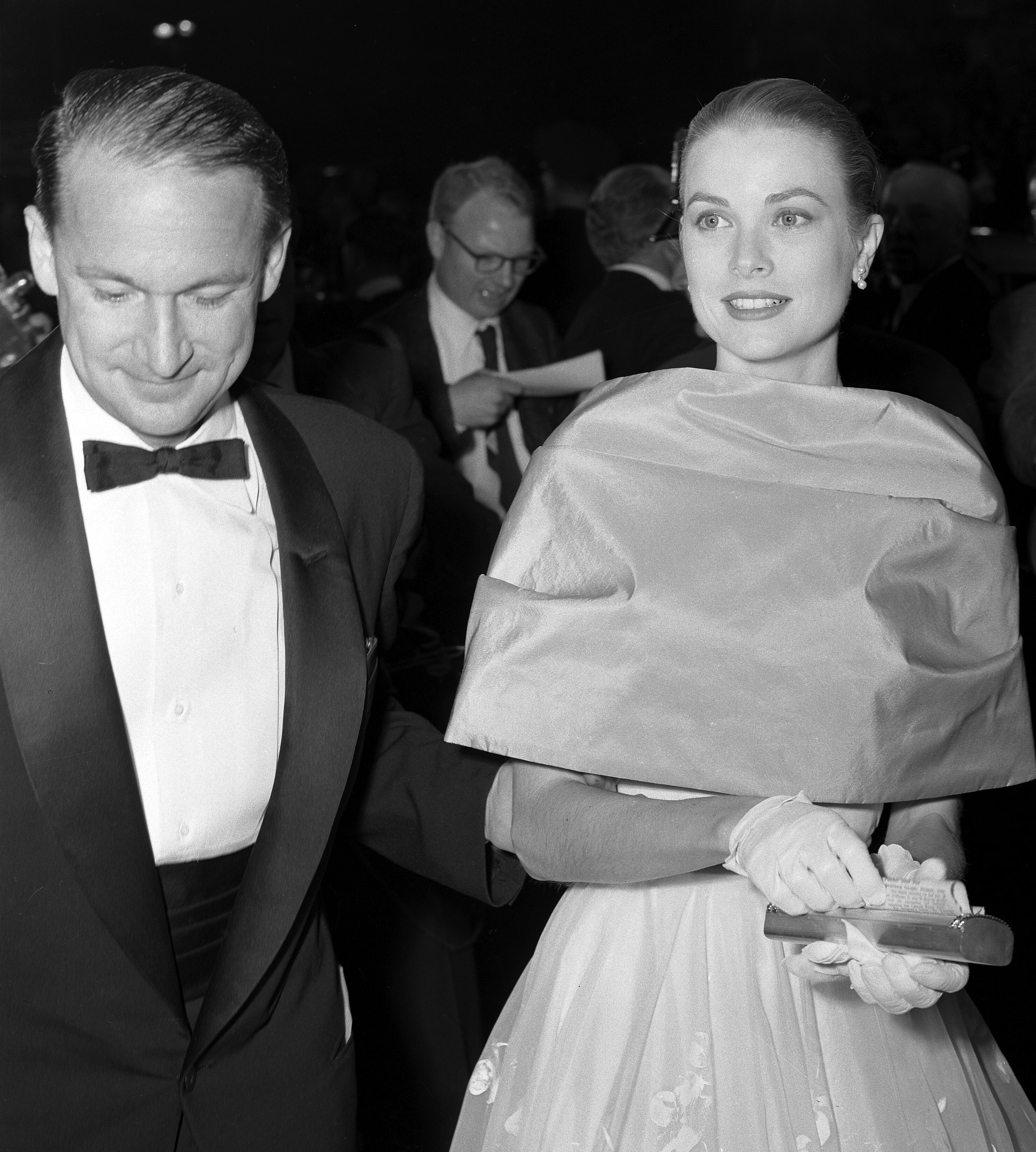
アカデミー授賞式に出席するグレース。1956年

グレース・パトリシア・ケリー（Grace Patricia Kelly、1929年11月12日 - 1982年9月14日）は、モナコ公国の公妃。元アメリカ合衆国の女優。
同時代に活躍した女優マリリン・モンローの明るさとセクシーさを前面に出した美貌とは対照的な、気品に満ちた容姿が「クール・ビューティー」 (cool beauty) と賛美された。人気絶頂の最中、ヨーロッパの君主と結婚し、女優業から引退した。

## 生涯

### 生い立ち
1929年、ペンシルベニア州フィラデルフィアのアイルランド系カトリックの裕福な家に生まれた。父ジョン・ブレンダン・ケリーはスラム育ちの煉瓦職人であったが、上流階級の競技であるボート競技で頭角を現し、ボート関係者の嫌がらせにもめげず、オリンピックボート競技において1920年のアントワープオリンピックで2個の金メダルを獲得し一躍国民的英雄になった。そして1924年のパリオリンピックでも金メダルを1個獲得した。その後、彼は煉瓦製造会社を立ち上げ億万長者になった。母マーガレット（1898年 - 1990年）はドイツ系で元モデルであり大学講師だった。父方の叔父はピューリッツァー賞を受賞した劇作家のジョージ・ケリー。兄は1956年のメルボルンオリンピックのオリンピックボート競技で銅メダルを獲得したジョン・ブレンダン・ケリー・ジュニア（1927年 - 1985年）。
少女時代はおとなしく、人前に姿を現すのが苦手な赤い頬の子供で、3人姉妹の中でも真ん中のグレースが1番不器用であったという。その一方、ダンスやピアノを学び、やがて演技に興味を示すようになる。

### 女優時代
ハイスクール卒業後、家族の反対を押し切り女優を志す。ニューヨークでモデルのアルバイトをしながら演技を学び、1949年に舞台『父』でブロードウェイデビューした。グレース自身は舞台女優を目指していたが、その後、舞台の出演中にハリウッドから誘いがかかり、1951年、22歳で映画に出演しデビュー（『Fourteen Hours』）。この作品を見た製作者のスタンリー・クレイマーが『真昼の決闘』でゲイリー・クーパーの相手役に抜擢した。映画監督アルフレッド・ヒッチコックのお気に入り女優で『ダイヤルMを廻せ!』『裏窓』『泥棒成金』などの作品でヒロインをつとめている。彼がグレース・ケリーを評して"Grace Kelly is a snow covered volcano"（雪に覆われた活火山）と述べた逸話はあまりにも有名。
1954年に『モガンボ』でアカデミー助演女優賞にノミネートされ、1955年には俳優ビング・クロスビーの妻役でシリアスな演技を見せた『喝采』でアカデミー主演女優賞を受賞。
非常に恋多き女性として有名で、ゲイリー・クーパー、クラーク・ゲーブル、レイ・ミランド、ビング・クロスビー、ウィリアム・ホールデン、オレグ・カッシーニ、ジャン＝ピエール・オーモンなどの、主に自分より年長の男性と浮名を流した。父親が彼女に冷淡な癖に、異性との交際には異常なほどうるさかったことも、背景にある。

### 結婚・公妃として

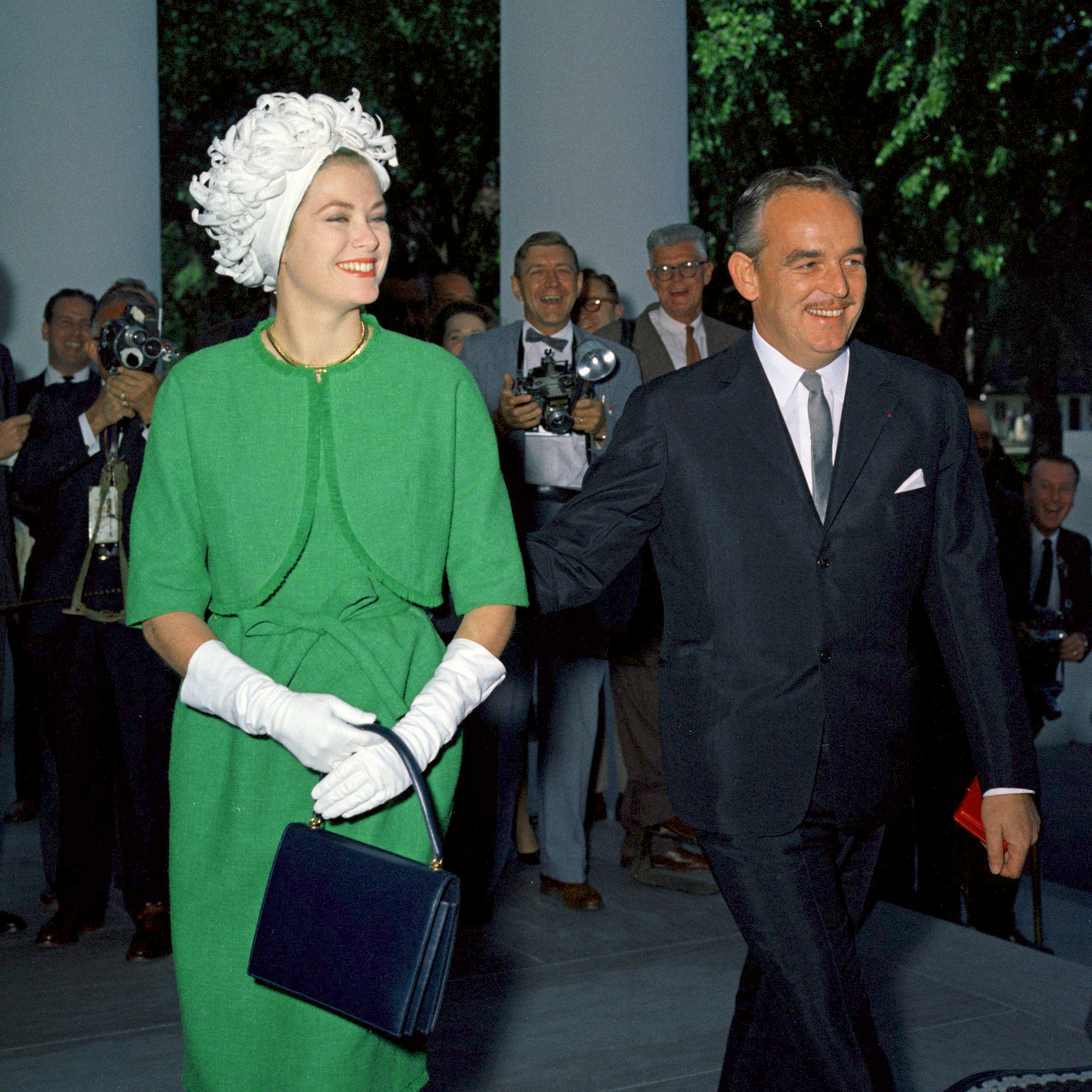
ホワイトハウス訪問(1961年)

カンヌ国際映画祭で知り合ったモナコ大公レーニエ3世（在位1949年 - 2005年）と結婚。公妃となるため女優業を引退、1956年のミュージカル映画『上流社会』が最後の作品となった。(1966年の麻薬撲滅キャンペーン映画『悪のシンフォニー』にはグレース妃として特別出演している)
挙式は、カトリックの伝統に沿い、グレースの出身地であるアメリカ合衆国で行われることも検討されたが、最終的にはモナコで行われることになった。
1956年1月5日、婚約を発表。同年4月18日、モナコ大公宮殿にて法的な結婚式が行われた（The Civil Wedding）。翌4月19日、モナコ大聖堂（サン・ニコラ大聖堂）にて、カトリック式の挙式が行われた（The Cathedral Wedding）。これらの模様は、ヨーロッパ諸国で生中継された。
結婚後は3人の子どもに恵まれ、公妃としても病院を設立したり、自身の名前を冠したバレエ学校を支援するなど精力的に活動した。
1982年9月13日、自らハンドルを握りローバー3500を運転して南仏のロックアジェルの別荘からモナコに戻る途中に脳梗塞を発症。そのまま急カーブの坂道でガードレールに激突し、道路横の崖を40メートルほど転落して自動車は大破した。事故後すぐに病院へ搬送されたが意識が回復しないまま翌日に死去。この事故死を受けて、モンテカルロでは全てのカジノの営業を一日中止とし、喪に服した。
同乗していた次女のステファニー公女（当時17歳）は軽傷で、9月26日に退院した。現地報道では、一時情報が錯綜し、ステファニー公女が運転していたとも報道された。
9月18日、モナコ大聖堂で葬儀が行われ、各国の王族・要人の他、フランク・シナトラらハリウッド俳優も参列した。

## 子女
レーニエ3世との間には、一男二女がある。

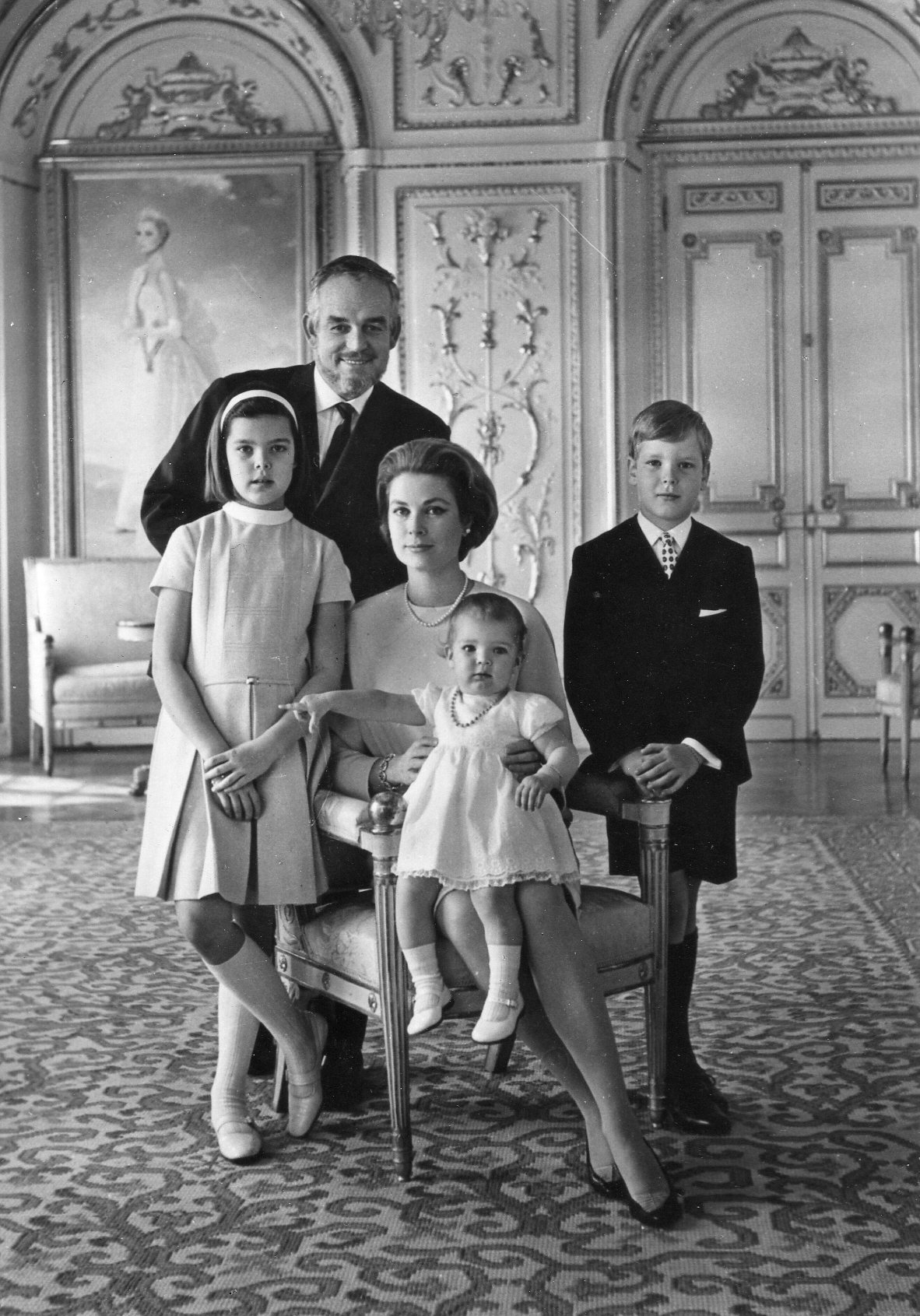
カロリーヌ(左)、ステファニー(中央)、アルベール(右)、夫レーニエと (1966年)

- カロリーヌ・ルイーズ・マルグリット（1957年 - ） - ハノーファー王子エルンスト・アウグスト5世妃
- アルベール・アレクサンドル・ルイ・ピエール（1958年 - ） - モナコ大公アルベール2世
- ステファニー・マリー・エリザベート（1965年 - ）

## 逸話

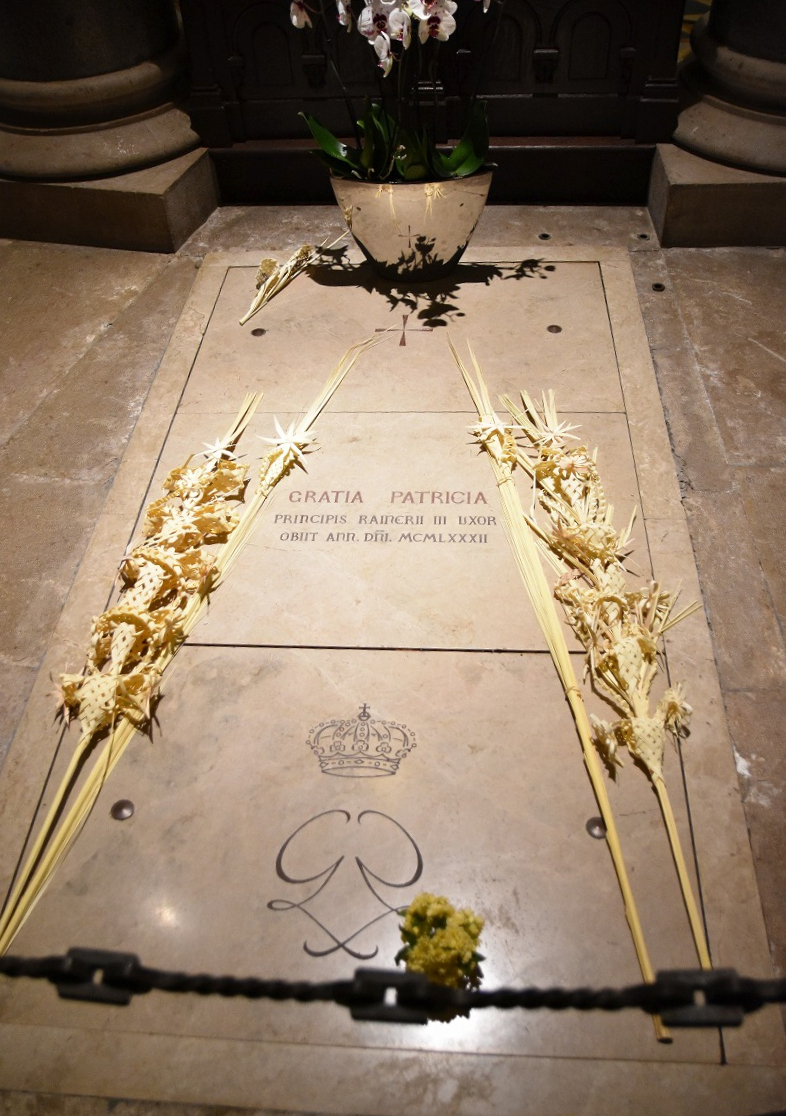
グレース公妃の墓

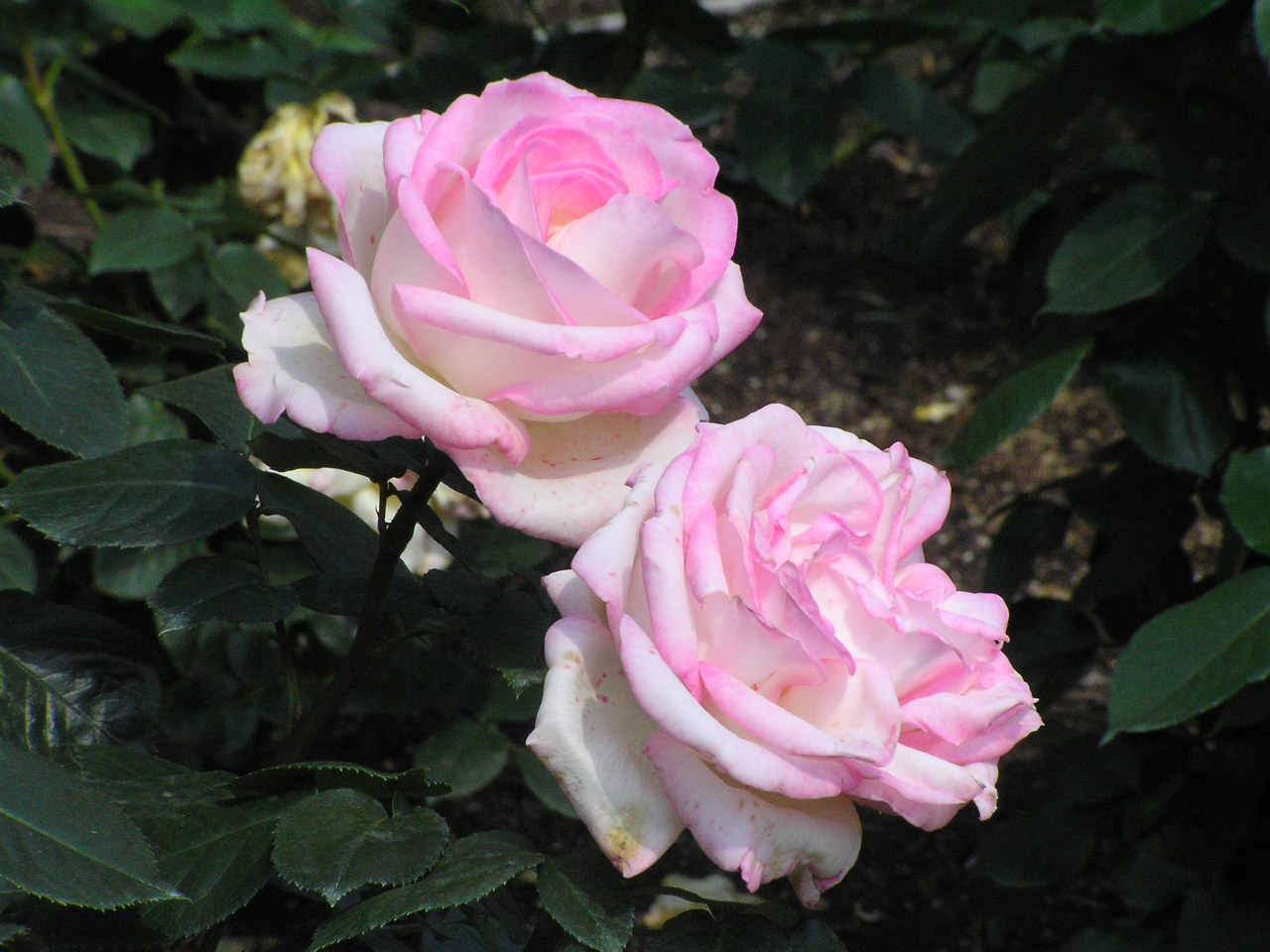
バラ「プランセス・ド・モナコ」（1982年）メイヤン作。彼女に献呈されることになっていたバラ（発表前に他界）。ピンクと白の2色は、モナコの国旗をイメージしている。

- 1957年に長女の妊娠をマスコミに悟られないよう、カメラを向けられた際、エルメスの鞄「サック・ア・クロワ」で腹を隠した。この事でバッグが有名になり、商品は「ケリーバッグ」と改名された。
- ポール・ギャリコの小説『トンデモネズミ大活躍』に献辞があるが、これは、彼女が初めて作った陶製のネズミの置物を題材にした作品の執筆をギャリコに依頼しており、それを受けたもの。
- 日本文化を愛好し、特に華道をはじめ植物に関するものが大好きで、モナコに日本庭園を造営することを希望していた。死後、レーニエ3世の指示によって、別府保男設計による本格的な日本庭園がつくられた。1994年に開園。庭園内の茶室「雅園」は、フランス語で「グレースの庭」を意味する「Jardin de Grace」の名で知られた。
- 澤田廉三（元国連大使）・美喜（三菱財閥令嬢で後のエリザベス・サンダース・ホーム創設者）とは澤田夫妻のニューヨーク駐在時から家族ぐるみの親交があり、王妃になったのちも美喜の慈善活動を支援した。また澤田家長女恵美子は、親友として日本人ではただひとりモナコでの結婚式に招待を受け、モナコ公子出生時にはモナコ宮殿に手助けで滞在、1982年グレースの来日時には案内役を務めた。

## その他
日本では「グレース王妃」の呼称が用いられることもある。しかし、レーニエ3世はモナコ大公（Prince of Monaco）であり、グレースは王妃（Queen）ではない。

## 出演映画
| 公開年 | 邦題 原題                          | 役名                               | 備考                                                                      |
| ------ | ---------------------------------- | ---------------------------------- | ------------------------------------------------------------------------- |
| 1951   | Fourteen Hours                     | ルイーズ・アン・フラー             |                                                                           |
| 1952   | 真昼の決闘 High Noon               | エイミー・フォーラー・ケイン       |                                                                           |
| 1953   | モガンボ Mogambo                   | リンダ・ノードリィ                 | ゴールデングローブ賞 助演女優賞受賞 アカデミー助演女優賞ノミネート        |
| 1954   | ダイヤルMを廻せ! Dial M for Murder | マーゴット・メアリー・ウェンディス |                                                                           |
| 1954   | 裏窓 Rear Window                   | リサ・キャロル・フレモント         |                                                                           |
| 1954   | 喝采 The Country Girl              | ジョージー・エルジン               | アカデミー主演女優賞受賞 ゴールデングローブ賞 主演女優賞 (ドラマ部門)受賞 |
| 1954   | 緑の火 エメラルド Green Fire       | キャサリン・ノーランド             |                                                                           |
| 1954   | トコリの橋 The Bridges at Toko-Ri  | ナンシー・ブルーベイカー           |                                                                           |
| 1955   | 泥棒成金 To Catch a Thief          | フランセス・スティーブンス         |                                                                           |
| 1956   | 白鳥 The Swan                      | アレクサンドラ姫                   |                                                                           |
| 1956   | 上流社会 High Society              | トレイシー・サマンサ・ロード       |                                                                           |